# Бренда Меддокс
Меддокс Бренда, леді Меддокс FRSL (24 лютого 1932 — 16 червня 2019)—  американським біографиня та письменниця, яка провела велику частину зрілого свого життя, живучи та працюючи у Великій Британії, з 1959 року до своєї смерті. Бренда  відома своїми біографіями, а саме про Нору Барнакл, дружину Джеймса Джойса, і напівавтобіографічною власною книгою «The Half-Parent: Living with Other Peoples Children».

## Освіта та раннє життя
Народилася Мерфі Бренда і в Бріджвотері, штат Массачусетс, у 1932 році, закінчила Гарвардський університет (клас 1953 року) зі ступенем англійської літератури. Бренда до того ж навчалась у Лондонській школі економіки.

## Кар'єра
Бренда була рецензентом книг для The Observer, The Times, The New York Times New Statesman, і The Washington Post, та регулярно брала участь у BBC Radio 4 як коментатор і критик. Її біографії Елізабет Тейлор, Девіда Герберта Лоуренса, Нори Джойс, Вільяма Батлера Єйтса та Розалінд Франклін отримали широке визнання. Меддокс одержала нагороду Los Angeles Times Biography Award, Silver PEN премію, французьку Prix du Meilleur Livre Etranger та Whitbread біографічну премію.
Бренда проживала у Лондоні та проводила час у власному котеджі поблизу Брекона, Уельс, де її чоловік, сер Джон Меддокс (пом. 2009) та вона, брали активну участь у місцевій громаді. Меддокс була віце-президентом літературного фестивалю Хей-он-Вай, членом редакційної ради British Journalism Review і колишнім головою Broadcasting Press Guild. У неї було двоє пасинків і двоє дітей.
Її найбільш відому біографію, біографію Нори Барнакл, дружини Джойса Джеймса, зняли у фільмі Нора 2000 року, з  Сьюзен Лінч у головній ролі і Юеном Макгрегором у ролі Джойса.
Її біографія вченого Джеймса Вотсона була опублікована в 2016 році. 

### Нагороди та відзнаки
Бренда  була обрана членом Королівського літературного товариства (FRSL) у 1999 році У 2011 році Бренда отримала нагороду Suffrage Science.

## Особисте життя
Меддокс зустріла Джона Меддокса, тоді наукового кореспондента The Guardian, в 1958 році під час відвідування Європи. Вони одружилися в 1960 році і заселилися в Лондоні, де вона виховала трьох власних дітей та мала ще двох пасинків.  Бренда Меддокс померла 16 червня 2019 року у віці 87 років   